# 블리치 트레이딩 카드 게임
블리치 트레이딩 카드 게임은 스코어 엔터테인먼트에서 만든 트레이딩 카드 게임이다. 일본의 만화, 애니메이션 블리치를 원작으로 하고 있다. 이 게임은 두 명이서 진행된다.